# Ponta Verde (Cap Verd)
Ponta Verde (crioll capverdià Punta Verdi) és una vila al nord-oest de l'illa de Fogo a l'arxipèlag de Cap Verd. Està situada 11 kilòmetres al nord-est de São Filipe.